# Львівський науково-дослідний інститут висипного тифу та вірусів

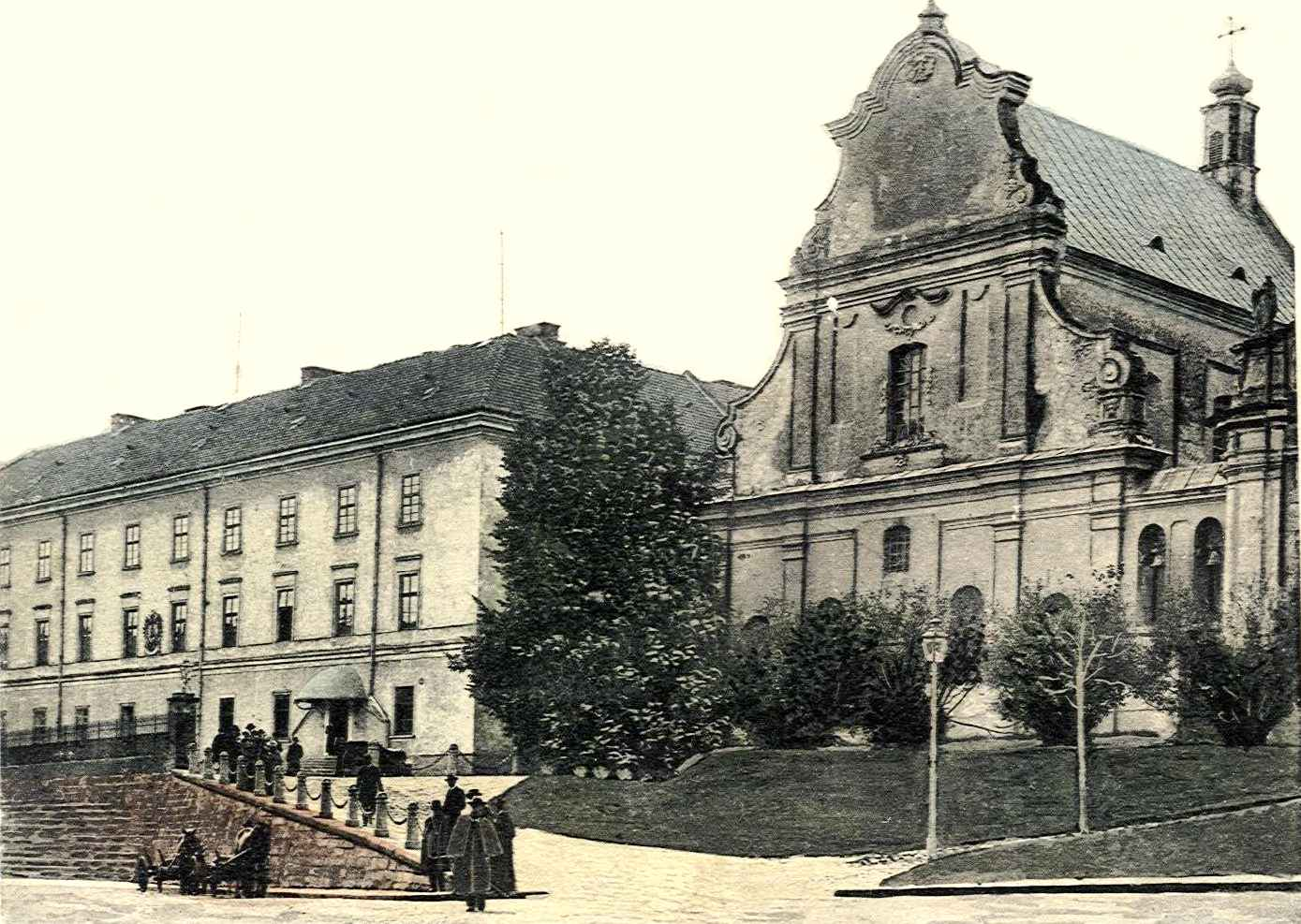
Костел святого Миколая та старий університет у Львові, де знаходився інститут професора Вайгля.

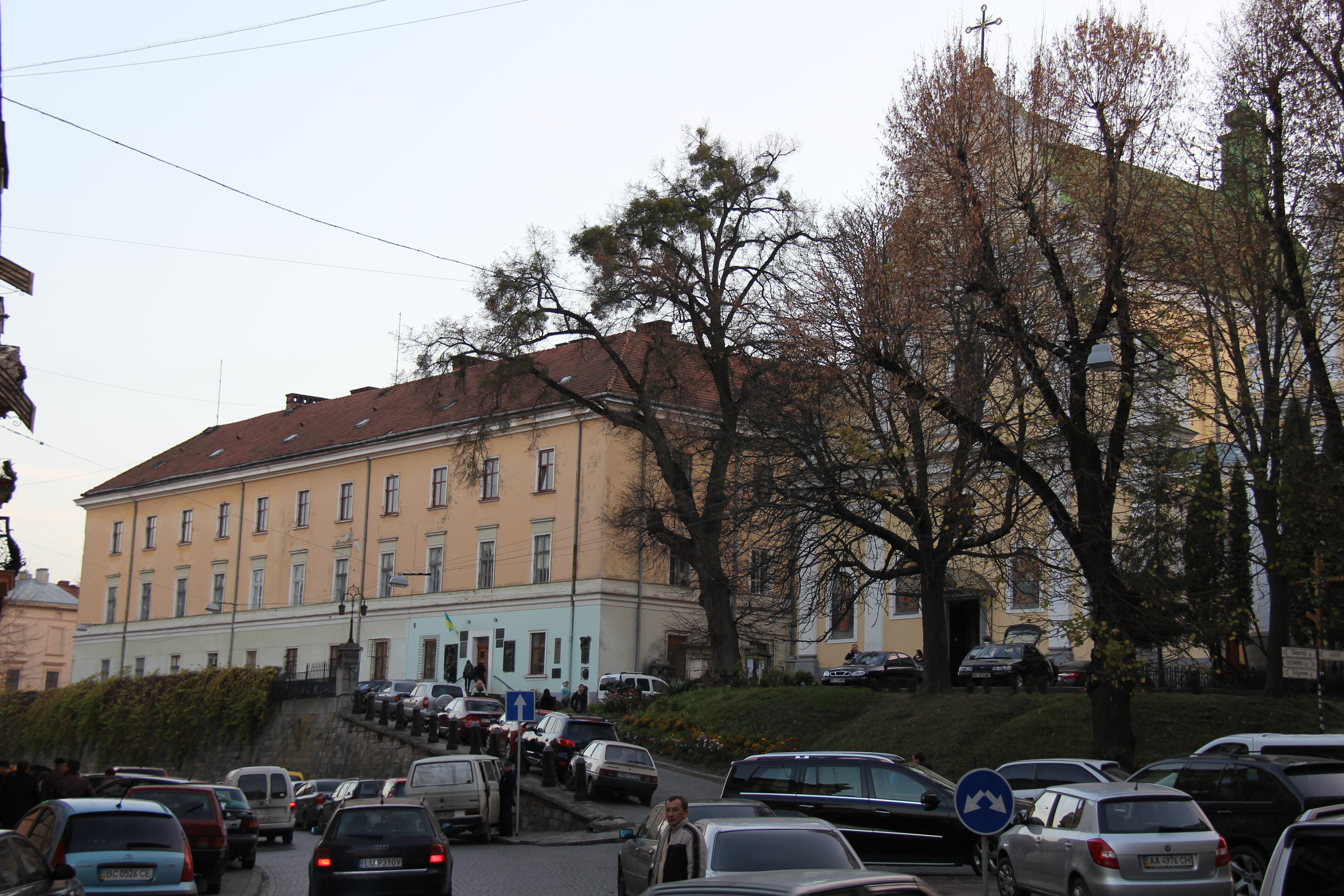
Зліва — будівля біологічного та геологічного факультетів ЛНУ, правіше — собор Покрови Пресвятої Богородиці. Світлина 2013 року.

Львівський науково-дослідний інститут висипного тифу та вірусів (пол. Instytut Badań nad Tyfusem Plamistym i Wirusami prof. Rudolfa Weigla) — науково-дослідна установа, заснована та керована професором Рудольфом Вайглем, яка діяла у Львові в 1920—1944 роках, спочатку (у 1920—1939 роках) у складі кафедри загальної біології Університету Яна Казимира, пізніше, під час обох окупацій Львова (радянської та німецької), значно розширена для виробництва вакцини проти висипного тифу для потреб окупантів.

## Будівлі
Штаб-квартира інституту розташовувалась на кафедрі біології Університету Яна Казимира, яка знаходилась у сполученні між старим університетським корпусом на вулиці святого Миколая (сучасна вулиця Грушевського) та сусіднім бароковим костелом святого Миколая (сучасний кафедральний храм Покрови Пресвятої Богородиці). Там був кабінет професора Рудольфа Вайгля, лабораторії його найближчих співробітників, виробничі відділи та офіси, а також приміщення для піддослідних тварин. Під час Другої світової війни другою, набагато більшою будівлею стало пристосоване радянськими окупантами для цієї цілі приміщення колишньої державної гімназії для дівчат імені королеви Ядвіги (пол. państwowe gimnazjum żeńskie im. Krlowej Jadwigi, на тогочасній вулиці Потоцького, сучасна вулиця Генерала Чупринки, 45). Однією з найближчих соратниць професора була його дружина, також біолог Софія Вайгль (пол. Zofia Weigl), а асистентом — Анна Герціг (пол. Anna Herzig), яка згодом, після смерті Софії, стала його другою дружиною.

Будинок № 45 по вулиці Генерала Чупринки, приміщення колишньої державної гімназії для дівчат імені королеви Ядвіги. Світлина 2021 року.

## Під час Другої світової війни
Інститут забезпечив ефективний захист своїх працівників, котрими були, завдяки патріотичному ставленню професора Вайгля, представники науки, культури та руху опору, котрі особливо піддавалися репресіям з боку окупантів та були позбавлені засобів до існування. Під час нацистської окупації велике значення мала можливість отримання посвідчень компанії на бланках, затверджених Oberkomando der Wehrmacht, що гарантували свободу пересування, не боячись бути заарештованим під час акцій поліції, таких як облави та примусової депортації на роботу до Німеччини. На посвідченні було написано нім. Institut für Fleckfieber- und Virusforschung des Oberkommando des Heeren. Стосовно годувальників лабораторних вошей, то їм необхідно було перебувати в Інституті лише близько години в день, що давало змогу використовувати час, що залишався, для інших цілей (конспіративних, наукових тощо). З цих причин люди, що були пов'язані з підпіллям, працювали здебільшого в інституті як годувальники здорових вошей. Серед працівників інституту були Адам Голланек, Мирослав Жулавський, Єжи Брошкевич, Збіґнєв Герберт, Альфред Ян, Станіслав Скровачевський, Стефанія Скварчинська, Анджей Щепковський, Микола Костинюк, Анджей Нікодемович, Владислав Орліч, Стефан Банах, Броніслав Кнастер та багато інших.
Крім того, в інституті були шприцувальники (люди, які заражали висипним тифом вошей, щоб отримати препарат для виробництва вакцини, а також були годувальниками вошей, вже заражених тифом) і препаратори вошей, вони працювали в 8-годинному режимі. Німці, яким довелося змиритися з тим, що ніхто, крім Вайгля, не може виготовити ефективну вакцину, на практиці надали йому повну свободу у виборі працівників. Залученням до роботи в інституті займалася доктор Анна Герціг. Дуже часто, попри станів здоров'я кандидата в робітники, важливішою була загроза їх життю з боку нацистів.
Той факт, що інститут був насичений членами польського військового підпілля, став причиною того, що Станіслава Грабська (1922-2008), дочка колишнього міністра Станіслава Грабського, приїхала до Львова незабаром після того, як місто захопили німці. Вона прибула за наказом штабу Союзу збройної боротьби (пол. Związek Walki Zbrojnej) у Варшаві. Її завданням було встановлення у Львові прямого контакту з штабом Союзу збройної боротьби під час радянської окупації. Для цього Грабська влаштувалася в інститут, де мала доступ до людей, пов'язаних із підпіллям.
Інститут висипного тифу та вірусів також здійснював власну підпільну діяльність, розповсюджуючи вакцини найвищої якості в концентраційні табори, гетто та партизанські загони. Це стало можливим завдяки труднощам з обліком вакцини при масовому її виробництві. На початку 1942 року професор Вайгль направив свого помічника, доктора Генрика Мосінга, до професора Людвіка Гіршфельда, ув'язненого у варшавському гетто. Мосінг виїхав до Варшави цілком офіційно під виглядом забору у хворих євреїв крові з рикетсіями висипного тифу та доставку цього матеріалу до інституту, як нібито необхідного для подальшого виробництва вакцин. Таким чином, Мосінг кілька разів передавав вакцину Гіршфельду, який, у свою чергу, вводив її своїм супутникам.